# A108 (route russe)
Pour les articles homonymes, voir A108.
La Route A108 ou Grand périphérique de Moscou (russe : Московское большое кольцо) est une route périphérique de 550 km de long entourant Moscou en Russie.